# Río Curi Leuvú

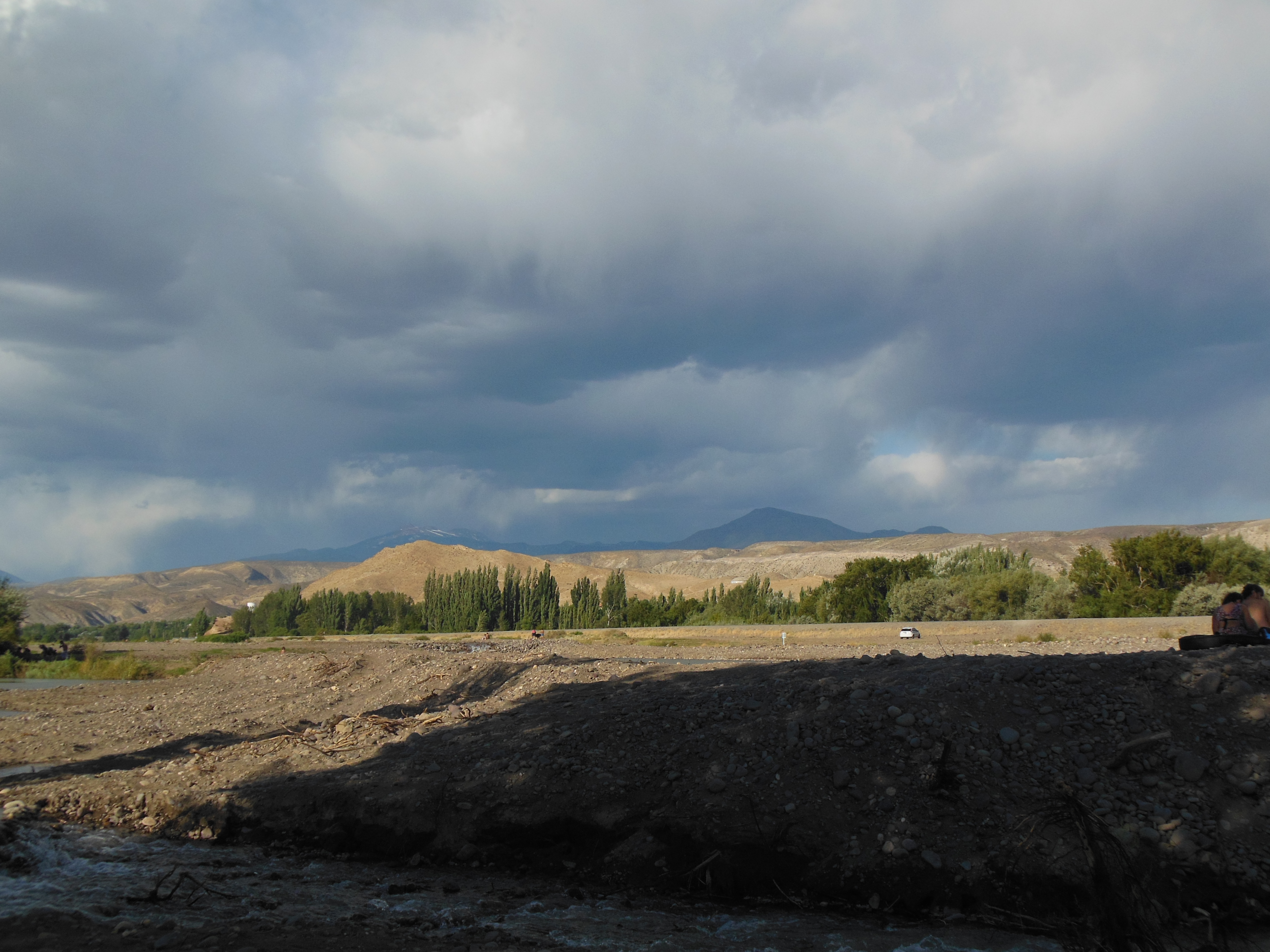
Río Curi Leuvú en Chos Malal - Neuquén

El río Curi Leivú es un curso de agua ubicado en el departamento Chos Malal en el norte de la provincia de Neuquén, Argentina.

## Curso
El río nace en los faldeos de la cordillera del viento en dirección sur; recoge el agua de numerosos ríos y arroyos hasta que a la altura de la localidad de Chos Malal se une por la margen izquierda del río Neuquén.

## Aprovechamiento
Su curso final es utilizado para el riego de plantaciones y captación de agua potable para la ciudad de Chos Malal. Durante el verano del 2011 se produjo una importante merma del caudal que obligó a tomar previsiones para garantizar el suministro.
El curso de agua puede ser atravesado por dos puentes que forman parte de la ruta provincial 43 que une Chos Malal con el resto de la zona norte de la provincia, principalmente con Andacollo y Las Ovejas. Debido a la antigüedad de los puentes, en septiembre de 2011 se realizará la apertura de los sobres de ofertas para la construcción del nuevo puente.

## Artes rupestres
En el paraje de Caepe Malal, sobre el valle del río, se encuentra el sitio arqueológico de Caepe Malal, uno de los sitios arqueológicos de contacto hispano-indígena más relevantes que se hayan descubierto en la Patagonia Argentina. Fue descubierto casualmente en el mes de noviembre de 1984 durante las excavaciones correspondientes a la apertura de un canal de riego. Corresponde a un cementerio indígena Pehuenche que fue utilizado durante los siglos XVIII y XIX. Las tumbas excavadas presentaron una variedad y cantidad de materiales de factura indígena y de origen europeo que constituyen indicadores de la dinámica social, cultural y económica que operaba en la región.